# Rubroscirus reevesi
Rubroscirus reevesi är en spindeldjursart som först beskrevs av Frank Jason Smiley 1992.  Rubroscirus reevesi ingår i släktet Rubroscirus och familjen Cunaxidae. Inga underarter finns listade i Catalogue of Life.